# Жінка без тіні
«Жінка без тіні» (нім. Die Frau ohne Schatten) — опера на три дії німецького композитора Ріхарда Штрауса, лібрето Гуґо фон Гофмансталя. Опера була завершена у 1915 році, проте прем'єра відбулася лише 10 жовтня 1919 року у Відні, під керуванням Франца Шалька (в ролі Дружини фарбаря — Л. Леман).

## Дійові особи
- Імператор (тенор)
- Імператриця (драматичне сопрано)
- Годувальниця (драматичне мецо-сопрано)
- Вісник душі (Der Geisterbote) (баритон, високий бас)
- Страж порога храму (Der Hüter der Schwelle des Tempels) (сопрано)
- Голос юнаки (тенор)
- Сокіл (сопрано)
- Голос зверху (альт)
- Фарбувальник (бас-баритон)
- Дружина фарбувальника (драматичне сопрано)
- Брати Барака (тенор / баритон / бас)
- Голоси сторожів (тенор / баритон / бас)
- п'ять дитячих голосів, служниці

## Сюжет
Казковий Імператор на полюванні намагався вполювати газель, але вона перетворилася на прекрасну дівчину, яка згодом стала його дружиною. Однак, придбавши людський вигляд, жінка не стала людиною: у неї немає тіні, і вона не може стати матір'ю. Батько Імператриці, цар підземних духів Кейкобад, повідомляє донці свою волю: подібно до всіх людей, вона повинна мати тінь, інакше чоловік її перетвориться на камінь, а вона назавжди повернеться в підземне царство. До закінчення строку залишається три дні, а у Імператриці немає жодних надій на порятунок чоловіка.
Годувальниця Імператриці — уособлення зла і жорстокості — вирішує допомогти своїй володарці отримати тінь ціною чужого життя і чужого щастя. Вона приводить Імператрицю до бідного фарбаря Барака, молода дружина якого не хоче мати дітей. Годувальниця пропонує їй угоду: хай та віддасть свою тінь в обмін на владу і багатство. Дружина фарбаря погоджується, хоча й чує закиди ненароджених дітей. Але для того, щоб передати Імператриці тінь і здатність стати матір'ю, вона повинна зрадити чоловікові. Годувальниця силою чарів створює примарний вигляд коханця. Імператриця відчуває все більшу огиду до обману, хоча й прагне врятувати чоловіка, що вже перетворився на камінь. В душі Дружини фарбаря також відбувається перелом: їй соромно йти шляхом перелюбу.
Раптом розступається земля і поглинає Імператрицю, Годувальницю, Фарбувальника і його дружину. Марно незримі голоси в підземному царстві переконують Імператрицю випити з джерела життя, який подарує їй тінь. Вона долає і останню спокусу, коли перед нею постає перетворений на камінь Імператор. Самопожертва робить Імператрицю людиною, вона знаходить тінь, а чоловік її оживає. Щастя приходить до Барака і його дружині.

## Музика
«Жінка без тіні» — одна з найскладніших партитур Ріхарда Штрауса. Музика позбавлена внутрішньої єдності: сухуватий речитатив сусідить із широко розвиненими аріозними побудовами, феєрія уживається з тонкою лірикою, монументальні форми — з камерними. На відміну від заплутаного лібрето, і незважаючи на значний виконавський склад (розширений оркестр, хори), музика опери доступна для пересічного слухача. У порівнянні, наприклад, з «Саломеєю», музична мова «Жінки без тіні» більшою мірою тональна.